# Granica chorwacko-czarnogórska
Granica chorwacko-czarnogórska – granica państwowa, pomiędzy Chorwacją oraz Czarnogórą o długości 25 km.

## Kształtowanie się granicy
Granica stanowiła wcześniej granicę pomiędzy republikami związkowymi Jugosławii, następnie biegła tu granica Chorwacji z Serbią i Czarnogórą. Od 2006 roku, czyli od rozpadu Serbii i Czarnogóry powstała obecna granica.

## Przebieg granicy
Granica zaczyna się na trójstyku z Bośnią i Hercegowiną (42°33'32"N; 18°26'15"E) i biegnie na południe w stronę Adriatyku. Początkowo biegnie ona prosto na południowy zachód, następnie po ok. 9 km skręca na południowy wschód w stronę Zatoki Kotorskiej.

## Przejścia graniczne
- Karasovići (główne przejście na Jadrance)
- Kobila